# ヒュンダイ・ベラクルーズ
ベラクルーズ (VERACRUZ)は、ヒュンダイが製造・販売していたSUVである。

## 概要
韓国で2006年10月12日に発表、翌13日から発売を開始。北米では2007年1月の北米国際オートショーでデビューした。欧州向けix55は大きく遅れて2008年8月のモスクワ国際モーターショーで発表された（その後、10月のパリモーターショーにも出展）。
ボディオンフレーム型のSUVだったテラカンに代わるヒュンダイの最上級SUVであり、同社自身ではLUV (Luxury Utility Vehicle) と称している。プラットフォームは一回り小さいサンタフェのものを延長して使っている。生産は全て韓国の蔚山工場で行われる。
エンジンは3.8L V6（ラムダエンジン）と3.0L V6コモンレールディーゼル（Sディーゼルエンジン）の2種類で、これにアイシンAW製6速ATが組み合わせられる。
2013年には後継車種とされるサンタフェのロングホイールベース版（北米市場：サンタフェ、欧州市場：グランドサンタフェ）も発表されたが、韓国市場においてはマックスクルーズの名でベラクルーズとは別車種として2013年3月に発表・発売開始した。
2015年10月、韓国専売だったV6・3.0Lディーゼルエンジン搭載モデルが生産終了したことで、歴史に幕を閉じた。後継車種はマックスクルーズ。

## 車名の由来
「ベラクルーズ」は、メキシコのベラクルスに由来する。
欧州ではix55 の車名で販売されていたが同市場での廃止後も、2015年10月まで韓国国内専売車種として引き続き生産された。